# Куїнто-Вічентіно
Куїнто-Вічентіно (італ. Quinto Vicentino, вен. Quinto Vixentin) — муніципалітет в Італії, у регіоні Венето, провінція Віченца.
Куїнто-Вічентіно розташоване на відстані близько 420 км на північ від Рима, 60 км на захід від Венеції, 6 км на схід від Віченци.
Населення — 5815 осіб (2014).

## Демографія
Населення за роками:

Станом на 1 січня 2023 року в муніципалітеті офіційно проживало 306 іноземців з 45 країн, серед них 69 громадян країн Євросоюзу та 2 громадяни України.

## Сусідні муніципалітети
- Больцано-Вічентіно
- Гаццо
- Сан-П'єтро-ін-Гу
- Торрі-ді-Куартезоло
- Віченца